# Sacrifice 2006
Sacrifice 2006 è stata la seconda edizione del pay-per-view prodotto dalla Total Nonstop Action Wrestling (TNA). L'evento ha avuto luogo il 14 maggio 2006 presso l'Impact Zone di Orlando, in Florida.

## Risultati
| # | Match | Stipulazioni                                                             | Durata |
| - | --- | ------------------------------------------------------------------------ | ------ |
| 1 | Jushin Thunder Liger (con Black Tiger, Minoru Tanaka e Hirooki Goto) ha sconfitto Petey Williams (con Eric Young, Johnny Devine e Tyson Dux)                                                                           | Torneo TNA 2006 World X Cup Tournament                                   | 07:16  |
| 2 | America's Most Wanted (Chris Harris & James Storm) (c) hanno sconfitto A.J. Styles Christopher Daniels | Tag team match per il titolo NWA World Tag Team Championship             | 15:30  |
| 3 | Raven ha sconfitto A-1 (con Larry Zbyszko) | Single match                                                             | 05:19  |
| 4 | Bobby Roode (con Coach D'Amore) ha sconfitto Rhino | Single match                                                             | 12:07  |
| 5 | The James Gang (B.G. James e Kip James) hanno sconfitto Team 3D (Brother Ray e Brother Devon) | Tag team match                                                           | 09:35  |
| 6 | Petey Williams ha sconfitto Minoru Tanaka, Puma, Chris Sabin, Hirooki Goto, Incognito, Johnny Devine, Sonjay Dutt, Black Tiger, Magno, Eric Young, Alex Shelley, Jushin Thunder Liger, Shocker, Tyson Dux e Jay Lethal | Gauntlet match per il torneo TNA 2006 World X Cup Tournament             | 19:21  |
| 7 | Sting e Samoa Joe hanno sconfitto Jeff Jarrett e Scott Steiner (con Gail Kim) | Tag team match                                                           | 14:24  |
| 8 | Christian Cage (c) ha sconfitto Abyss (con James Mitchell) | Full Metal Mayhem match per il titolo NWA World Heavyweight Championship | 26:01  |
|   | (c) = campione in carica al momento dell'inizio del match |                                                                          |        |